# Walter Amtrup

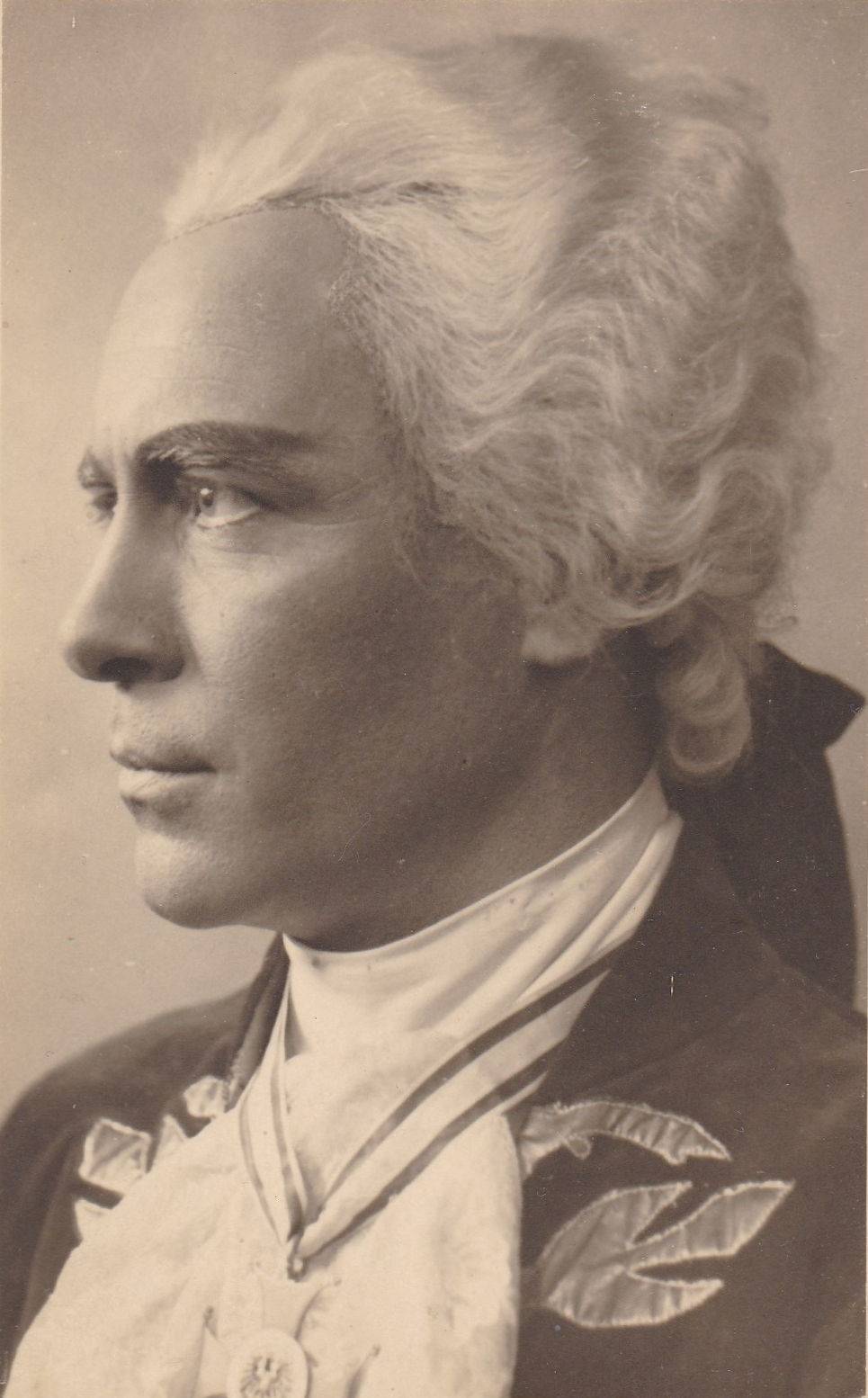
Walter Amtrup als Tellheim in Minna von Barnhelm (jaren '30 van de 20ste eeuw)

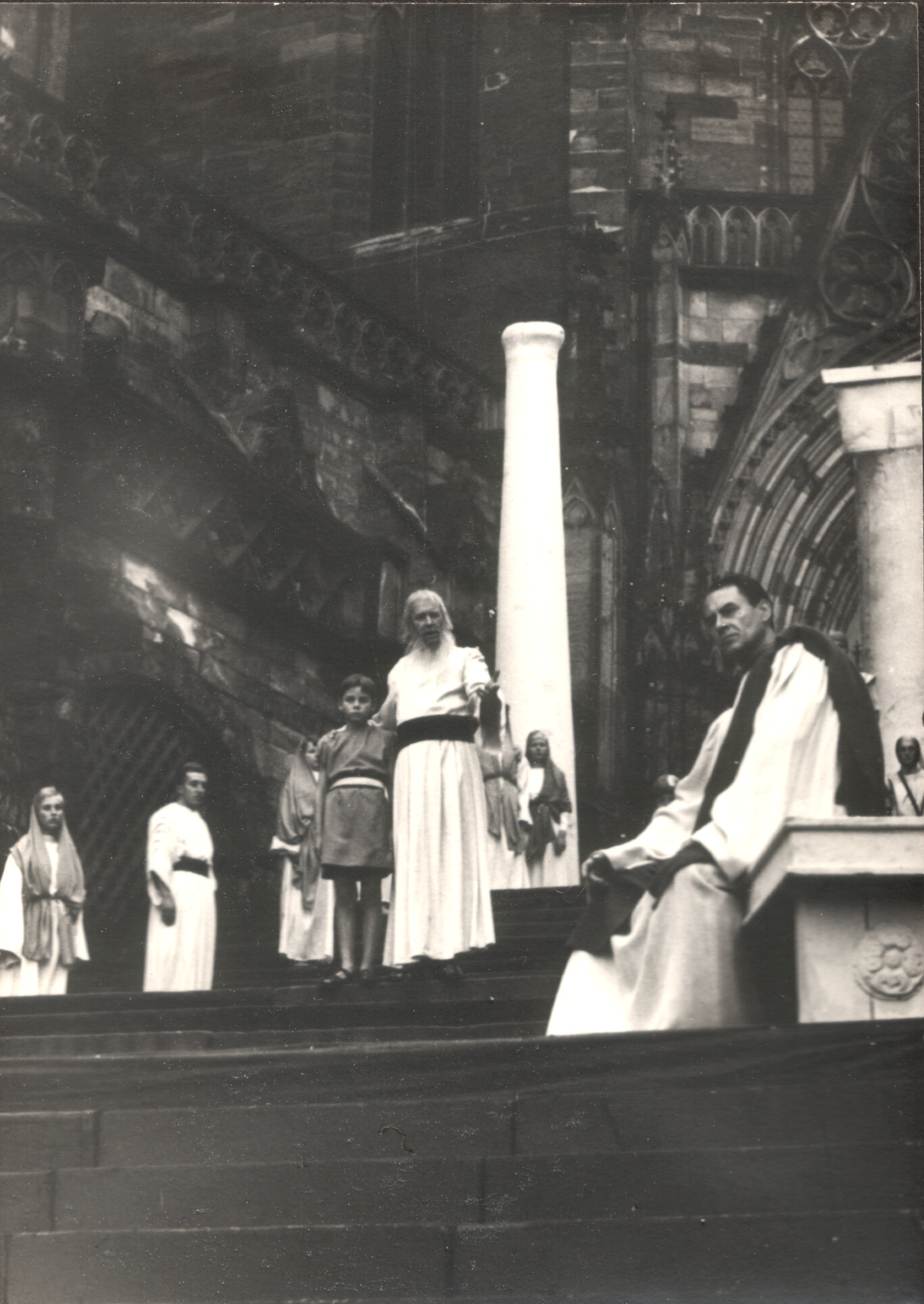
Walter Amtrup (midden) met zoon Niels-Torsten en Heinz Liefers (rechts, zittend) in Antigone op de Erfurter Domtrappen (ca. 1960)

Walter Otto Hugo Karl Amtrup (Hamburg, 15 maart 1904 – Erfurt, 7 augustus 1974) was een Duitse toneelspeler, synchroonspreker, operazanger (bas) en toneeldocent.

## Leven
Walter Amtrup werd op 15 maart 1904 als zoon van een Landgerichtsrat in Hamburg-Altona geboren.
Hij bezocht een Realgymnasium in Lüneburg en van 1925 tot 1931 de Hogeschool voor Muziek in Berlin-Charlottenburg, waar hij tot toneelspeler en operazanger werd opgeleid.
Zijn eerste betrekking vond Amtrup 1932/33 als operazanger bij het Landestheater Altenburg. Als toneelspeler trad hij vervolgens in Meißen, Neiße, Wilhelmshaven, Hanau, Bunzlau, bij het Staatstheater Schwerin en (tot het einde van de oorlog) bij de Städtische Bühnen in Chemnitz op de planken. Van 1947 tot 1951 werkte hij bij het Theater Flensburg, daarna nam hij enige jaren afstand van zijn beroep en nam een baan als magazijnmedewerker aan.
In het jaar 1955 verhuisde hij met zijn familie naar de DDR, om een betrekking als karakterspeler bij de Städtische Bühnen in Erfurt op zich te nemen. Na elf jaar actief te zijn geweest ging hij over naar het Meininger Theater, alwaar hij in 1969 een punt zette achter zijn kunstenaarsloopbaan.

## Overlijden
Walter Amtrup overleed op 7 augustus 1974 op 70-jarige leeftijd in Erfurt.

## Familie
Walter Amtrup was met de voormalige operazangeres Johanna Amtrup, geb. Kieling getrouwd. Het huwelijk bracht drie kinderen voort: Karin (geb. 1936), Turid (geb. 1943) en Niels-Torsten (geb. 1951). De dolfijnenonderzoeker dr. Karsten Brensing is een kleinkind van Walter Amtrup.

## Artistieke carrière

### Opleiding en betrekkingen
- 1925–1931: Opleiding aan de Hochschule für Musik Berlin, vakrichting drama/opera[2]
- 1932–1933: Landestheater Altenburg[3]
- 1933: Stadttheater Meißen[3]
- 1934: Stadttheater Neiße[3]
- 1935: Neues Schauspielhaus der Jadestädte, Wilhelmshaven[3]
- 1936: Stadttheater Hanau[3]
- 1937–1941: Staatstheater Schwerin[3]
- 1941–1945: Städtische Bühnen Chemnitz[3]
- 1947–1951: Städtische Bühnen Flensburg[3]
- 1955–1966: Städtische Bühnen Erfurt[4]
- 1966–1969: Meininger Theater[4]

### Rollen

#### Theater
Theater Altenburg
- 1931: UB 16 (radio-operator)
- 1931: Die Wundertannen am Wurzel (waterman)
- 1932: Manon Lescaut (kastelein)

Theater Meißen
- 1933: Jagd ihn – ein Mensch (Bless-Karle)

Theater Neiße
- 1933: Schlageter (schlageter)
- 1933: Doktor und Apotheker (apotheker Stößel)
- 1933: UB 16 (stuurman)
- 1933: Der Mann mit den grauen Schläfen (baron Jaro Milanovici)
- 1934: Die große Chance
- 1934: Don Cesar (minister van intrige)

Theater Wilhelmshaven
- 1934: Alle gegen Einen – Einer gegen Alle (Wasa)
- 1934: Christa, ich erwarte Dich (Hans Tettenborn)
- 1934: Minna von Barnhelm (majoor von Tellheim)
- 1934: Des Meeres und der Liebe Wellen (Naukleros)
- 1935: Das Frühstück zu Rudolstadt (hertog Alba)
- 1935: Anna Kronthaler (Gaenswürger)
- 1935: Das Wunderwasser (Adam Schrott)
- 1935: Don Carlos (Marquis Posa)

Theater Hanau
- 1935: Peer Gynt (Peer Gynt)
- 1935: Am Himmel Europas
- 1936: Die Insel (handelsattaché Raaz)

Theater Bunzlau
- 1936: Vertrag am Karakat (Risa Khan)

Schweriner Theater
- ?: Der Thron zwischen Erdteilen (Borkdorf/Sollikow; dubbelrol)
- 1937: Prinz Friedrich von Homburg (graaf Hohenzollern)
- 1938: De adlige Rosenblome (ridder Hinrich von der Bröderborg)
- 1939: Der andere Feldherr

Theater Chemnitz
- 1941: Liebeskomödie
- 1941: Maria Stuart (Melvil)
- 1942: Der Leutnant Vary (auditeur)
- 1942: Ein Windstoß (voorzittende rechter in hoger beroep)
- 1942: Die große Kurve (Dr. Timm)
- 1942: Die Braut von Messina (Diego)
- 1942: Donna Diana (Dianas vader Don Diego)
- 1943: Not Gottes (monnik Severin)
- 1943: Ihr Talisman (Tsing)
- 1943: Die Medaille (boer Merkl)
- 1943: Der Gigant (knecht)
- 1943: Das Opfer (oudere in de gemeenschap)
- 1944: Die Piccolomini (graaf Terzky)
- 1944: Onkel Bonaparte (advocaat Montklupo)

Theater Flensburg
- 1947: Ein Inspektor kommt (inspekteur Goole)
- 1947: Pinkepank (burgemeester)
- 1948: Des Teufels General (ingenieur Oderbruch)
- 1948: Nathan der Weise (Nathan)
- 1948: Egmont (Krämer Soest)
- 1948: Der Freischütz (Samiel, de zwarte jager)
- 1948: Die erste Frau Selby (Philip Logan)
- 1948: Wie es euch gefällt (Charles, Friedrichs worstelaar)
- 1948: Romeo und Julia (graaf Capulet)
- 1948: Der fröhliche Weinberg (heer Rindsfuß)
- 1948: Draußen vor der Tür (overste)
- 1948: Der Geizige (politiecommissaris)
- 1948: Der gestiefelte Kater (tovenaar Hudriwudri)
- 1948: Der Kreidekreis (Kuli)
- 1948: Die Dreigroschenoper (politiechef Brown)
- 1948: Nebel (luitenant Schubert, detektive)
- 1948: Lady Windermeres Fächer (butler Parker)
- 1948: Jeppe vom Berge (Jakob Schuster)
- 1948: Hamlet (Claudius – koning van Denemarken, Hamlets Oheim)
- 1948: Aschenbrödel (hofmaarschalk Grasemück)
- 1948: Wenn der Schnee schmilzt (Wlad)
- 1949: Der Lügner und die Nonne (butler Petrops)
- 1949: Weiße Fracht (missionaris)
- 1949: Der Patriot (Flügeladjutant Murawiew)
- 1949: Die kluge Verliebte (ritmeester Bernardo)
- 1949: Don Karlos (hertog von Medina Sidonia, admiraal)
- 1949: Ein Spiel von Tod und Liebe (Jérom von Courvoisier)
- 1950: Die Wildente (commandant Flor)
- 1950: Der Tausch (Thomas Pollok Nagevire, makelaar)
- 1950: Robert Guiskard (Greis)
- 1950: Einmann (voorzitter) [UA]
- 1950: Hund im Hirn (professor)
- 1950: Jedermann (een arme buurman)
- 1951: Wilhelm Tell (Werner Freiherr von Attinghausen)
- 1951: Und Pippa tanzt (glasschilder Scheidler)
- 1951: Das tapfere Schneiderlein (tovenaar)
- 1951: Ein Sommernachtstraum (Egeus)
- ?: Saison in Salzburg (Christian Dahlmann)
- ?: Menschen in Weiß (dr. Clayton)
- ?: Im weißen Rößl (Kaiser)
- ?: Ihr 106. Geburtstag (Monsignore Mouret, bisschop)
- ?: Ballade am Strom (Büchler, rivierschipper)
- ?: Pygmalion (overste Pickering)
- ?: Die Nachtigall (grootvizier)
- ?: Barbara Blomberg (hertog Alba)
- ?: Die schmutzigen Hände (Karsky)
- ?: Frau im Hermelin (Stojahn)

Städtische Bühnen Erfurt
- 1955: Wallenstein (Wallenstein)
- 1955: Julius Fučík (Stumpp, direkteur van de Praagse Junkers-Werke)
- 1955: Die Komödie der Irrungen (Aegon, koopman von Syrakus)
- 1956: Hamlet (geest van Hamlets vader)
- 1956: Die Lützower (arts Dr. Henslein)
- 1956: Aufruhr in Buchara (sultan)
- 1956: Maria Stuart (Georg Talbot, graaf von Shrewsbury)
- 1956: Die Schatzinsel (kapitein Daniel Hawkins)
- 1956: Goldmarie und Pechmarie (oeroude herder)
- 1956: Die Niederlage (aartsbisschop van Paris; Marquis de Ploeuc, gouverneur van de Bank van Frankrijk)
- 1957: Der Widerspenstigen Zähmung (Vincentio)
- 1957: König Lear (graaf von Gloster)
- 1957: Der kaukasische Kreidekreis (gouverneur en grote boer; dubbelrol)
- 1957: Die feurige Brücke, Duitse première (Arkady Stepanowitsch Dubrawin, rijke advocaat uit Moskou)
- 1958: Das Tagebuch der Anne Frank (Otto Frank)
- 1958: Schweyk im Zweiten Weltkrieg (Hitler) [op 45 cm hoge stelten]
- 1958: Götz von Berlichingen (Kaiser Maximilian en oudste rechter van de geheime rechtbank; dubbelrol)
- 1958: Kaution (dr. Fuller)
- 1958: Auf jeden Fall verdächtig (mr. Hearvest)
- 1958: Rotkäppchen (vos)
- 1959: Das Märchen (Herr Charly) [Ein Abend bei Curt Goetz – werd gefilmd door de DEFA]
- 1959: Kredit bei Nibelungen (generaal Fabiani)
- 1959: Was ihr wollt (1e gerechtsdienaar)
- 1959: Die Niederlage (bankier de Bleusse)
- 1959: Julius Caesar (Caesar)
- 1959: Der Revisor (schoolinspekteur Chlopow)
- 1959: Wilhelm Tell (Werner Freiherr von Attinghausen)
- 1959: Winterschlacht (luitenant-kolonel v. Quabbe)
- 1960: 15 Schnüre Geld (Chin, een oude wijnverkoper)
- 1960: Antigone (Teiresias) [op de trappen van de kathedraal]
- 1960: Die Weber (de oude Hilse)
- 1961: Ende gut, alles gut (Lafeu, een oude edelman)
- 1961: Das Leben des Galilei (Sagredo)
- 1961: Richard III. (lord Hastings)
- 1961: Irkutsker Geschichten
- 1961: Die Jungfrau von Orleans (La Hire, koninklijk officier) [op de trappen van de kathedraal]
- 1961: Die Stärkeren (hoofdingenieur Bubak)
- 1961: Optimistische Tragödie (1e oudere)
- 1961: Eine kleine Traumfabrik (heer Meyer)
- 1961: Und das am Heiligabend (De andere vader)
- 1962: Vor Sonnenuntergang (kroonraadslid Matthias Clausen)
- 1962: Urfaust [op de trappen van de kathedraal]
- 1962: Ein idealer Gatte (Earl of Caversham)
- 1962: Die Holländerbraut (vastgoedinspecteur)
- 1963: Die Heirat des Heiratsschwindlers (Eugen Anderscht, schrijver)
- 1963: Egmont (Herzog Alba) [op de trappen van de kathedraal]
- 1963: Parkstraße 13 (dr. Elken)
- 1963: Das 11. Gebot (Sarlo)
- 1963: Macbeth (Duncan)
- 1964: Krieg und Frieden (Sergej Kusmitsch, arts)
- 1964: Romeo und Julia (broeder Lorenzo) [op de trappen van de kathedraal]
- 1964: Das Untier von Samarkant (Indische handelaar Shalakandavra)
- 1964: Prof. Hudebraach, Uraufführung (professor Guttler)
- 1964: Peter und der Wolf (verteller)
- 1964: Die Räuber (Maximilian, graaf von Moor)
- 1965: Mutter Courage und ihre Kinder (katholieke soldaat)
- 1965: Unterwegs (Wolodjas vader)
- 1965: Komödie der Irrungen (Aegon)
- 1965: Die Geier der Helen Turner (kapitein Brixon)
- 1965: Nathan der Weise (Nathan)
- 1966: Der Besuch der alten Dame (Butler) [o.a. als gast in Leipzig]

Meininger Theater (selectie)
- Das Feuerwerk (Albert Oberholzer)
- Der Besuch der alten Dame (de butler)
- Herodes und Mariamne (Sameas, een farizeeër)
- Unterwegs (een treinkaartjescontroleur)
- Die Räuber (Daniel, de huisknecht)
- Maria Stuart (Melvil, de huishofmeester)
- Caesar und Cleopatra (3de beambte / hofmeier)
- Amphitryon (Argatiphontidas)

#### In films en op televisie
als acteur
- 1957: Polonia-Express[5]
- 1959: Der Spekulant (televisie)
- 1960: Die Hunde bellen nicht mehr (televisie)[6]

als synchroonspreker
- 1958: Kassendiebe – als Bocek (Tsjechoslowaakse film)[7]
- 1958: Testpiloten – als Anufrijew (Mosfilm)[8]
- 1958: An der Endstation – als Kovanda (Tsjechoslowaakse film)
- 1958: Nächtliche Jagd – als Ogonjok (Russische film)
- 1959: Die Erfindung des Verderbens – als graaf Artigas (Tsjechoslowaakse film)[9]
- 1959: Die letzte Chance – met naam genoemd, maar niet in welke rol (Italiaanse film)[10]
- 1960: Tierfänger – als dierenvanger – niet bij naam genoemd (Russische film)[11]
- 1961: Das schwarze Gesicht – niet bij naam genoemd (Hongaarse film)[12]